# کارکس فلاکا
کارکس فلاکا (نام علمی: Carex flacca) نام یک گونه از سرده جگن است.